# H4 hiszton

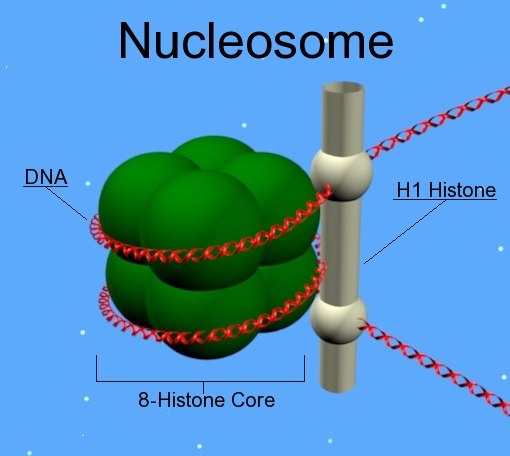
Egy nukleoszóma szerkezete a DNS-sel, a hiszton oktamerrel és a H1 fehérjével

A H4 egy hiszton osztály, része a hiszton oktamernek. Az N-terminális vége játszik szerepet a nukleoszómában a TATA box felszabadításában. Amikor aktiváló fehérjék kapcsolódnak az N-terminális vég specifikus pontjához, ez konformációs változást idéz elő a hisztonban, melynek eredményeként átmenetileg a H2A és H2B hisztonok nukleoszómából történő kilökődése megy végbe. E folyamat pedig a DNS bizonyos részeit szabaddá teszi a transzkripciós gépezet számára. Az átíródás után az oktamer szerkezete helyreáll.

## Más hiszton fehérjék
- H1
- H2A
- H2B
- H3